# Creu d'Alcoraç
La Creu d'Alcoraç o «Armes Daragó» és un senyal heràldic territorial que representa «les armes del regne d'Aragó». Heràldicament es defineix de la següent manera: en camper d'argent (blanc) una creu de gules (roig), amb 4 caps de reis sarraïns en els seus quarters. Aquest senyal heràldic aparegué per primer cop el 1281 en la butlla de plom del rei Pere II "el Gran" «el Gran» i es contraposa al senyal heràldic dels quatre pals, el «senyal reial», que representa al llinatge. Una llegenda del segle xiv i divulgada al segle xvi en remuntava l'origen a l'any 1096, fent-lo derivar de l'aparició de Sant Jordi durant la batalla d'Alcoraç (1096), motiu pel qual també reben la denominació de Creu d'Alcoraç. Actualment aquest senyal heràldic ocupa el tercer quarter de l'Escut de l'Aragó i constitueix l'Escut de Sardenya.

## Origen
Tota l'erudició actual està d'acord en el fet que la Creu d'Alcoraç fou creada pel rei Pere II "el Gran" a l'entorn del 1280. Aquestes armes, denominades a partir del segle XV Creu d'Alcoraç, apareixen per primer cop en la Butlla de plom de 1281 del rei Pere II "el Gran".

### Segells de cera i butlles de plom

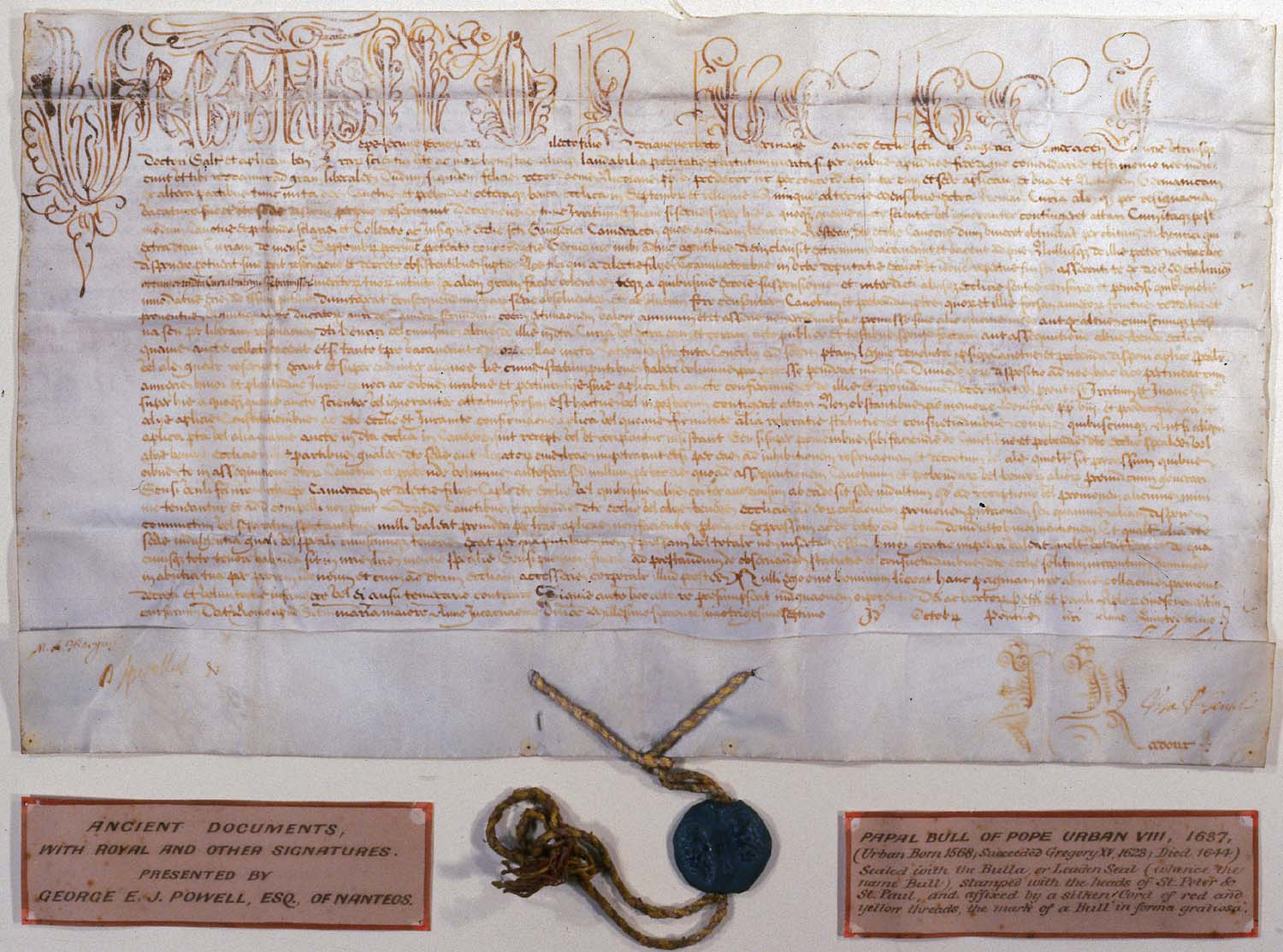
Butlla de plom que penja de la Butlla papal (document) d'Urbà VIII, 1637

Durant l'edat mitjana, un dels elements per certificar l'autenticitat d'un document oficial era el segell. El segell era una matriu, tòrcul o altre estri, generalment de metall, que portava gravat en relleu el símbol característic i propi d'una persona o institució. El segell es pressionava sobre cera blana deixant-hi una empremta que també rebia el nom de segell. En els regnes hispànics medievals s'emprà el segell penjant, una empremta tota feta de cera que, lligada d'un cordill, penjava del document oficial a autentificar. Donada la seva importància, a les antigues cancelleries reials hi havia un alt funcionari encarregat de custodiar els segells reials. Les evidències històriques més antigues que s'han conservat de segells de cera són les següents, en ordre cronològic: 1146 amb Alfons VII de Lleó, 1150 amb Ramon Berenguer IV de Barcelona, i 1154 amb Sanç VI de Pamplona.
Paral·lelament, la Santa Seu emprarà butlles (segells) de plom lligades als documents oficials, raó per la qual els documents mateixos acabaren sent coneguts pel nom de butlles. La difusió del sistema de butlles de plom pels territòris hispànics fou posterior a la dels segells de cera, es va adoptar a la Corona d'Aragó durant el regnat de Pere I "el Catòlic" (1196-1213), al Regne de Lleó durant el regnat d'Alfons IX de Lleó (1188-1230), al Regne de Castella en temps d'Alfons VIII de Castella (1158-1214), i a la Corona de Mallorca durant el regnat de Jaume II de Mallorca (1276-1313).

### Les butlles de plom de la Corona d'Aragó
A la cancelleria de la Corona d'Aragó l'ús d'una butlla de plom estava reservat en exclusiva al rei, tot i que també l'acabaren adoptant el monestir de la Trinitat de València, la ciutat de Barcelona i alguns nobles. El primer rei que va usar una Butlla de plom fou Pere I "el Catòlic" en un document de l'any 1210. Aquesta Butlla de plom mostra, a l'anvers, la figura del rei assegut en un tron i sobre els seus genolls una espasa; amb el braç dret sosté el ceptre reial, i amb el braç esquerre sosté el pom reial. En el revers torna a aparèixer la figura del rei, aquest cop a cavall, trocat amb un elm nasal i trascolls, mentre sosté amb el braç esquerre l'escut i amb el dret sosté una llança amb banderola; tant l'escut, com la banderola, com les gualdrapes del cavall, llueixen la Senyera Reial dels Quatre Pals. (Sagarra, 1915-1932: 13). En un altre document, també de l'any 1210, la Butlla de plom manté els mateixos símbols i estructura. Del seu fill, el rei Jaume I d'Aragó "el Conqueridor", ens han arribat 3 Butlles de plom; una d'un document del 1231, una altra del 1255, i la darrera del 1273. Totes tres tenen un disseny i estructura similars a les que feu el seu pare, i totes tres mostren el rei a cavall lluint la Senyera Reial dels Quatre Pals.

### La butlla de plom de Pere III d'Aragó «el Gran»

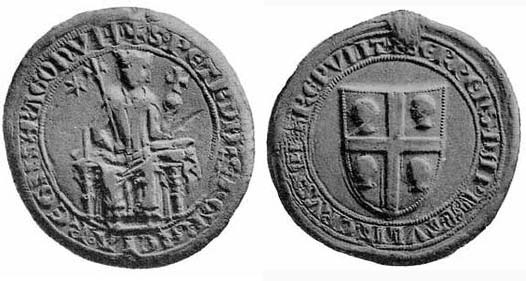
«Les armes Daragó» (Creu d'Alcoraç) apareixen per primer cop en el revers de la botlla de plom de Pere II "el Gran" «el Gran» de 1281. Segons l'heraldista Menéndez Pidal de Navascués: «El caràcter territorial dels emblemes situats al revers dels segells restarà durant molt temps i s'evidencia quan no coincideix amb les armes personals. Són notables els exemples dels segells de Ferran III de Castella (...) y els segells reials aragonesos desde finals del, en els quals la creu cantonada, anomenada d'Alcoraç (armes del regne d'Aragó), ocupen sempre el revers, mentre que les figures eqüestres s'armaren invariablement amb els pals (armes familiars)».

El canvi arribà l'any 1281, en la Butlla de plom del rei Pere II "el Gran", fill de Jaume "el Conqueridor" i net de Pere "el Catòlic". Aquesta Butlla de plom té l'anvers similar a totes les anteriors: la figura del rei assegut en un tron, mentre amb el braç dret sosté el ceptre reial, i amb el braç esquerre sosté el pom reial; a la dreta del rei apareix l'estrella reial de sis puntes, creada per Jaume I, mentre l'espasa sobre els genolls ja no hi apareix. El canvi es produeix en el disseny del revers, on, en lloc de la Senyera Reial lluïda pel rei mentre cavalca, hi apareix «l'escut de la creu amb els 4 caps de sarraïns», conegut a partir del segle xiv amb el nom de Creu d'Alcoraç. Un trasllat del 1327 d'un dels Furs del Regne de València, que s'havia acordat en les Corts del 1283 durant el regnat del rei Pere II "el Gran", descriu aquesta Butlla de plom de la següent manera:
| « | bullatique cum quadam bulla plumbea pendenti in quibusdam filis de serico rubei et crocei coloris; in prima parte dicte bulle erat imago regis sedentis super solio suo cum diademate in capite tenens in sinistra manu quamdam virgulam rami sive floris, in sinistra vero, quam elevata tenebat, quoddam pomum cruce in sumitate dicti pomi existente, in circuitu vero erant sequentes littere: + S. Petri Dei gracia regis Aragonum; ex altera parte erat clipeus cum cruce et quatuor capita hominum figurata, et in circuitu sequentes littere legebantur, quinta diccione excepta atque sexta que bene non poterant: + Serpens dampna tulit crus ... repulit | » |

Conde senyala que en la Butlla de plom els 4 caps presenten clares faccions negroïdes, tal com reflecteix l'actual escut de Sardenya. Aquestes faccions negroïdes es mantindran fins a la Butlla de plom del regnat de Ferran II d'Aragó "el Catòlic" (1468-1516), on són canviades per «4 caps de sarraïns», i a més, apareixen coronades i afrontades. (Sagarra 1915-1932: 111). Conde afegeix que pot ser per això que a "Crónica de Aragón" (1499), Vagad parla de "moros negros". Però pel que fa al simbolisme, Conde conclou que és indiferent que siguin els originals caps amb faccions negroïdes o els posterior caps de sarraïns, ja que en la simbologia europea del segle xiii i segle xiii, les faccions negroïdes i sarraïnes s'associaven indistintament a l'Islam, i per extensió al mal, representant a Mahoma com un diable. Per tant, els 4 caps representarien el mal.

## Les «armes d'Aragó» (1344)

Escut de Sardenya, que preserva la versió original amb faccions negroïdes, i sense coronar

El rebesnet de Pere II "el Gran" fou Pere III "el Cerimoniós". Pere III inicià una nova ordenació per tota la simbologia, ceremonials i ordenacions de la Corona d'Aragó. Seguint les "Leges Palatinae" promulgades pel seu parent Jaume III de Mallorca "el Temerari", el 18 d'octubre del 1344, a Barcelona, promulgà les Ordinacions de casa e cort. En les Ordinacions de la Casa de Pere III "el Cerimoniós" del 1344 es descriu la Butlla de plom de la següent manera:
| « | en la bulla deu ésser d'una part ymage reyal, la qual sega sobre cadira, en la man dreta sceptre, e en la sinistra pom reyal tenga, e de mantell reyal vestida e de corona reyal en lo cap decorada, e entorn letres nostre propi nom ab títol de nostre regne d'Aragó e alscuns altres ab aquell contenens; e de l'altra part, un escut en lo qual sien les armes d'Aragó, que són aytals: una creu per mig del scut, e a cascun carté un cap de sarray. En torn, emperò, sien letres les quals esprimen tots altres títols de regnes e de comtats romanents | » |

Pere III "el Cerimoniós" deixà palès en les seves Ordinacions que considerava que la Senyera Reial dels Quatre Pals era originària dels Comtes de Barcelona. Per això adoptà el "signum regis", el senyal reial de Ramir I d'Aragó "el Monjo", convertint-lo en la Creu d'Ènnec Aritza, a la que anomena «senyal antich del rey Daragó», com antic símbol del Llinatge propi dels Reis d'Aragó. D'aquesta manera, al segle xiv el Regne d'Aragó tenia dos símbols propis: d'una banda la Creu d'Ènnec Aritza, que Pere III "el Cerimoniós" havia creat i era considerat per ell com el «senyal antich del rey Daragó», i la creu amb els caps de sarraïns que eren «les armes Daragó».

## Valoracions i interpretacions de la significació del senyal heràldic

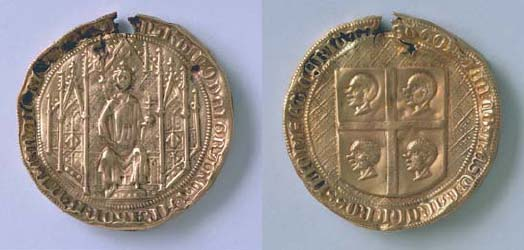
«Les armes Daragó» també foren representades en el revers de la botlla d'or de Martí I d'Aragó «l'Eclesiàstic». Segons l'heraldista Menéndez Pidal de Navascués: «La situación del escudo en el reverso del sello confirma el carácter territorial».

### Hipòtesi: emblema personal
Per a l'historiador aragonès Guillermo Redondo, Pere III d'Aragó "el Gran" creà la denominada Creu d'Alcoraç com a escut personal, i significava l'esperit de croada vencedora sobre l'islam.

### Hipòtesi: senyal de la Corona d'Aragó
La historiadora sarda Luisa D'Arienzo introdueix la hipotèsi que Pere II "el Gran" creà la denominada Creu d'Alcoraç com a escut territorial d'una nova Corona d'Aragó unitària i unificada. Aquesta nova entitat política, caracteritzada per la indivisibilitat i la unitat interna del territori es reflectiria d'una banda en la titulació única que introduí Pere II "el Gran": "Rex Aragonum", deixant d'utilitzar i marginant la resta de títols; per altra banda, l'escut de la «creu i els 4 caps de sarraïns», seria, segons la historiadora sarda, l'escut únic que Pere II "el Gran" volia per a la nova Corona d'Aragó unificada. D'aquesta manera, els 4 caps de sarraïns representarien els 4 estats medievals nascuts de la conquesta sobre l'islam: Aragó, Catalunya, València i Mallorca; aquest darrer, Mallorca, s'havia separat de la Corona d'Aragó de resultes del testament de Jaume I, però Pere II "el Gran" en preparava la reanexió. Finalment, l'intent unificador de Pere II "el Gran" fracassaria. Les Corts Catalanes del 1283 l'obligaren a rectificar i a incloure en els documents oficials i els segells el títol de "Comte de Barcelona". Pere II "el Gran" s'hauria avingut a les exigències catalanes, però tot i així continuà emprant el títol únic de "Rex Aragonum", tant en els documents oficials com en els segells, només corregit a vegades pel títol de "Rex Aragonum et Sicilie". Per altra banda, la reanexió de Mallorca no es produiria fins un segle més tard.

### Hipòtesi: senyal del rei d'Aragó
L'historiador Rafael Conde rebutja tant la hipòtesi d'un escut personal, és a dir, d'ús exclusiu per a la persona de Pere II "el Gran", com la hipòtesi d'un nou escut territorial per a una hipotètica Corona d'Aragó unitària i unificada. Per contra, planteja la hipòtesi que es tracta d'un escut de dignitat del Rei d'Aragó; és a dir, si el rei Pere era, simultàniament, Rei d'Aragó, Rei de Sicília, Rei de València i Comte de Barcelona, aquest nou escut el simbolitzava només pel fet de ser Rei d'Aragó, independentment de la resta de títols. D'aquesta manera, afegeix Conde, mentre la Senyera Reial dels Quatre Pals era el símbol de la dinastia, de la família, i el podien mostrar totes les branques del llinatge, l'escut de la "creu amb 4 caps de sarraïns" el distingia a ell, i només a ell, per la dignitat de ser Rei d'Aragó; d'aquesta manera, només aquells que el succeïssin com a Reis d'Aragó, el podien mostrar.
Respecte al significat propi de l'escut, Conde creu que l'explicació rau en la llegenda que acompanya la "creu amb els 4 caps de reis sarraïns" en la Butlla de plom. Si a l'anvers de la Butlla de plom l'únic canvi respecte dels anteriors és el títol únic que introduí Pere II "el Gran": "+ S · PETRI · DEI · GRACIA · REGIS · ARAGONUM" ("Petri Dei Gratia Regis Aragonum"), la llegenda del revers que acompanya la "creu amb els 4 caps de reis sarraïns" és "+ SERPENS · DAMPNA · TULIT · CRUS · TAE · H · REPULIT.". La dificultat rau en la decodificació de les abreviacions d'aquesta llegenda; Sagarra i Montaner interpreten: «Serpens dampna tulit, crus tamen hoc repulit» on l'abreviació "CRUS" és "crustamen" (tronc de l'arbre); mentre Fluvià interpreta com "crux" (creu). Conde conclou que ja sigui "arbre" o "creu", la significaió és la mateixa dins de la simbología cristiana, ja que l'arbre salvador és per excel·lència la creu.
Concretant més sobre la creu, Conde precisa que tot i que és de gules (roig) en camper d'argent (blanc), raó per la qual se l'ha identificat amb una Creu de Sant Jordi, les descripcions de l'època mai no la qualifiquen així. L'escut seria en si mateix un tot, format per una creu i els 4 caps de sarraïns. No serà fins al segle xv, quan Gualberto Fabricio de Vagad a "Crónica de Aragón" (1499), per fer-ho lligar amb la "Llegenda de la Batalla d'Alcoraç" i l'aparició de Sant Jordi, afirmi que es tracta d'una Creu de Sant Jordi sobre la qual s'han sobreposat els 4 caps de sarraïns trobats després de la batalla d'Alcoraç. Respecte dels «4 caps de sarraïns», Conde conclou que, pel que fa al simbolisme, és indiferent que siguin els originals caps amb faccions negroïdes o els posterior caps de sarraïns, ja que en la simbologia europea del segle xiii, xiv i xv, les faccions negroïdes i sarraïnes s'associaven indistintament a l'islam, i per extensió al Mal.
El conjunt format per la llegenda, "+ SERPENS · DAMPNA · TULIT · CRUS · TAE · H · REPULIT", i la creu sobre els 4 caps de sarraïns, simbolitzen doncs la mateixa idea: el diable portà els mals al món, però la creu els vencerà. Ferrán de Sagarra, Armand de Fluvià i Montaner coincideixen amb la interpretació mistico-religiosa i el significat: la creu vencedora sobre el mal.
Pere II "el Gran" també introduí una llegenda místico-religiosa al Flaó, el segell major de la Corona d'Aragó: «Diligite iustitiam qui iudicatis terram», a la que posteriorment el rei Jaume II d'Aragó "el Just" afegí: «et oculi vestri videant equitatem».
Rafael Conde insisteix en la significació de senyal heràldic de dignitat territorial amb l'evidència que la Creu d'Alcoraç mai no va escampar-se per la resta de branques de la família com el senyal de llinatge dels quatre pals, sinó que fou un senyal heràldic reservat a aquells que ostentaren la dignitat (títol) de ser reis d'Aragó, essent per tant l'autèntic Senyal Reial d'Aragó. Respecte al significat, Rafael Conde creu que l'explicació rau en la mateixa llegenda «Serpens dampna tulit, crus tamen hoc repulit» que emmarca la creu sobre els 4 caps de sarraïns, i que presenten la mateixa ideia: el mal (la serp, els sarraïns) portaren mals al món, però crist (la creu, l'arbre) els vencé. Ferrán de Sagarra i Armand de Fluvià coincideixen en aquesta interpretació de la creu vencedora sobre el mal.

## La llegenda de la batalla d'Alcoraç i la denominació

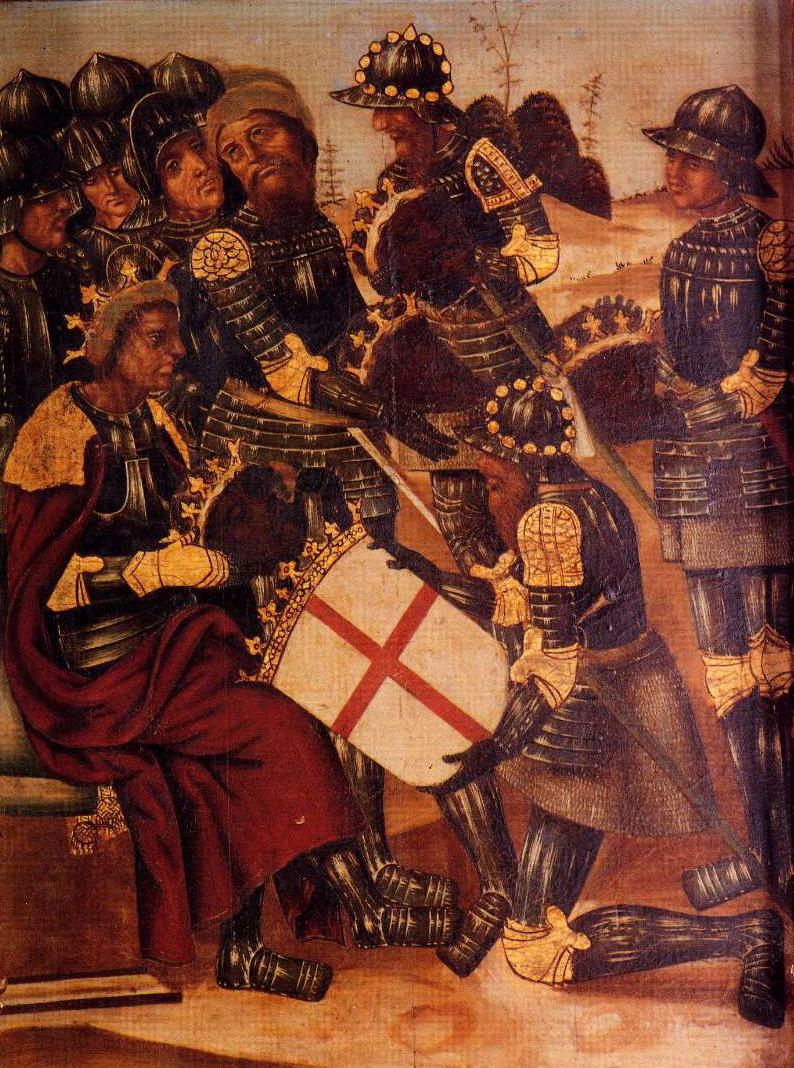
Llegenda de la Batalla d'Alcoraç.
Retaule de Sant Jordi (1524)
El Salvador de la Merced, (Terguel)

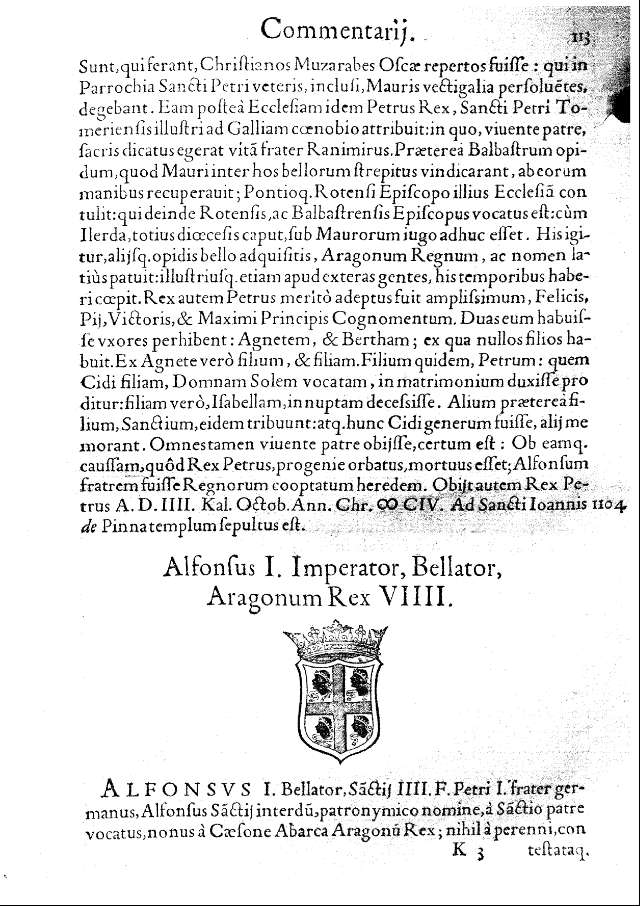
Aragonensium rerum commentarii (1562)

Tal com recull Guillermo Fatás Cabeza (1999), una menciò literària a la Creu d'Alcoraç prové d'un autor anònim que al segle xiv escrigué alguns comentaris a Primera Cronica General del rei Alfons X de Castella. En aquest comentàris s'hi explica que el rei Alfons I d'Aragó "el Bataller" la portàva com a emblema d'una bandera.
| «                                               | Este rey don Alfonso de Aragón el Batallero traía las armas del campo blanco y la cruz bermeja, y en los cuatro cuarteles del campo traía cuatro cabezas de moros negros y hacía esto por cuatro reyes moros que venciera y matara en un día en una batalla | » |
| — Primera Crónica General, Alfons X de Castella | |   |

La primera compilaciò en la seva versió definitiva de la llegenda es deu a Gualberto Fabricio de Vagad, que explica que en la victoriosa batalla d'Alcoraç havia aparegut Sant Jordi, i gràcies a la seva intervenció, les tropes aragoneses havien pogut derrotar les tropes islàmiques aconseguint, finalment, conquerir Osca. Després de la batalla, les tropes aragoneses trobàren al càmp de batalla 4 caps de sarraïns decapitàts; per tal de recordar aquesta victòria, el rei d'Aragó decidí canviàr-se el seu antic escut, la Creu d'Ènnec Aritza, i en creà un de nou format per la Creu de Sant Jordi amb els 4 caps de sarraïns decapitàts de la batalla d'Alcoraç. Per aquesta raó, el nou escut del rei aragonès fou conegut a partir d'aleshores amb el nom de Creu d'Alcoraç. Aquesta versió de la llegenda fou publicada a "Crónica de Aragón" (1499) amb les següents paraules en castellà farcides d'aragonismes:
| «                                                       | fallaron de mas desto, quando fueron a levantar el campo, quatro cabezas de quatro grandes caudillos, que fueron conocidos por tales por algunos adalides que el rey traya consigo, que por ser poco menos que reyes y por acompañar mas sus armas reales de tan illustres señales de vencimiento y de gloria, y en memoria otrosi del beneficio tan maravilloso que todos havian recebido por les haver assi aparecido, y tan armado y tan vencedor el tan sancto y esclarecido martir, y cavallero tan victorioso y noble sant Jorge, por cuyo esfuerço y favor grande havian echado los moros del campo, mando el prosperado y nunca vençido rey llamar sus officiales d'armas para que asentassen en su escudo real quatro cabeças de moros negros sobre campo de plata con la cruz colorada por medio, como venia blasonado sant Jorge, y aquestas fueron de ahí adelante las reales armas de Aragon, no que mandasse dexar las otras que el rey don Yñigo Arista invento, mas porque nostrasse que siempre la casa de Aragon era favorecida y guardada por celestiales socorros | » |
| — Gualberto Fabricio de Vagad, Crónica de Aragón (1499) | |   |

A partir d'aleshores, convertida la llegenda en Història, l'historiador Lucio Marineo Sículo la publicà en llatí a "De Aragoniae Regibus et eorum rebus gestis libri V" (1509), donant-la a conèixer a nivell internacional. La llegenda-història fou seguida per tots els grans historiadors aragonesos del Renaixement, com ara Jerónimo Zurita a "Anales de la Corona de Aragón" (1562), on introduí la variant que el rei que prengué aquest escut no fou Alfons I d'Aragó sinó el seu germà Pere I d'Aragó; i de la mateixa manera la reproduí Jerónimo de Blancas y Tomás a "Aragonensium rerum commentarii" (1562). La llegenda-història també es traslladà a Sardenya, on la Creu d'Alcoraç n'és l'Escut.
Arran de la Llegenda de la Batalla d'Alcoraç, la denominació que ha restat per a l'escut format per la creu i els 4 caps de sarraïns és Creu d'Alcoraç. Una altra de les denominacions és Armes modernes d'Aragó. Seguint les Ordinacions fetes per lo Senyor en Pere terç rey dArago promulgades per Pere III, que designaven al símbol creat per ell, la Creu d'Enneco Ariesta, com a Armes antigues d'Aragó, la Creu d'Alcoraç havien de ser les Armes modernes d'Aragó. Els especialistes, tot i emprar la denominació Creu d'Alcoraç per raons de comoditat, preferixen denominar-la com en temps de l'edat mitjana amb la descripció: escut de la creu amb els 4 caps de sarraïns

## Territorialitat

### Escut de l'Aragó

Recreació de la Creu d'Alcoraç tal com apareix descrita per Gaspar de Torres en lArmorial de Aragón, 1536:
«De argén, cruz de gules con cabezas de reyes moros en sus cuarteles, llamada Cruz de Alcoraz».
Encara és un misteri no resolt com la creu d'Alcoraç en la seva versió original, sense els caps coronats, esdevingué un senyal heràldic de dignitat territorial sobre el regne de Sardenya i Còrsega, i d'aquí, a convertir-se en l'escut de Sardenya i en origen de l'escut de Còrsega.

La Creu d'Alcoraç passà de ser l'escut del Rei del Regne d'Aragó, a ser considerada l'escut propi i privatiu del Regne d'Aragó, entre mitjans del segle xiv (Ordinacions de Casa i Cort) i mitjans del segle xv, quan es consolidà i es desenvolupà la Diputació del General del Regne d'Aragó. Talment com la Generalitat de Catalunya i la Generalitat Valenciana, la Generalitat d'Aragó nasqué com una procuració puntual de les Corts, convertint-se a partir del 1436 en una delegació peramanent, organitzada, i desvinculada de les Corts.
El 1450, en les tapes d'un "libro del conto" de recaptació de la Generalitat d'Aragó apareix l'emblema de la Creu d'Alcoraç unida a la Creu d'Ènnec Aritza i a la Senyera Reial dels Quatre Pals. Aquests tres símbols també seran esculpits a la Casa de la Generalitat d'Aragó al llarg del segle xv, evidenciant que aquests 3 símbols reials s'estan transformant en símbols territorials. El 1499, Gualberto Fabricio de Vagad va publicar la Crónica de Aragón; en aquesta obra Vagad farà derivar el Regne d'Aragó del mític Regne de Sobrarbe i crearà l'escut anomenat Arbre de Sobrarbe, que incorporarà al seu disseny de l'Escut d'Aragó. El disseny de Vagad serà el que durant el segle xx s'aprovarà com a Escut d'Aragó.

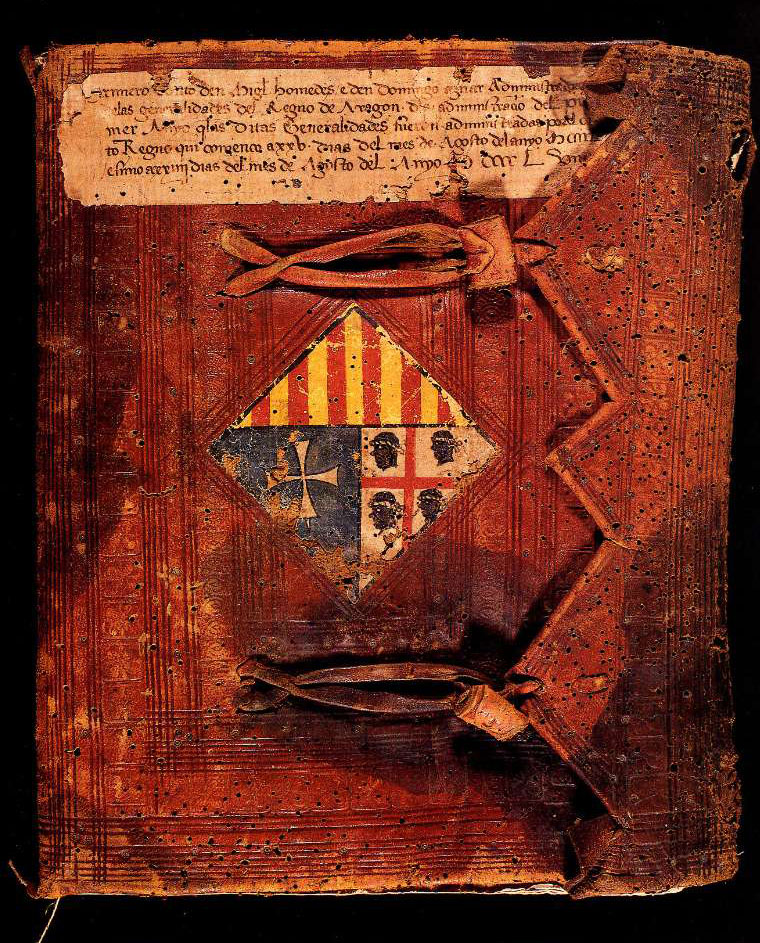
Escut de la Generalitat d'Aragó (1450)
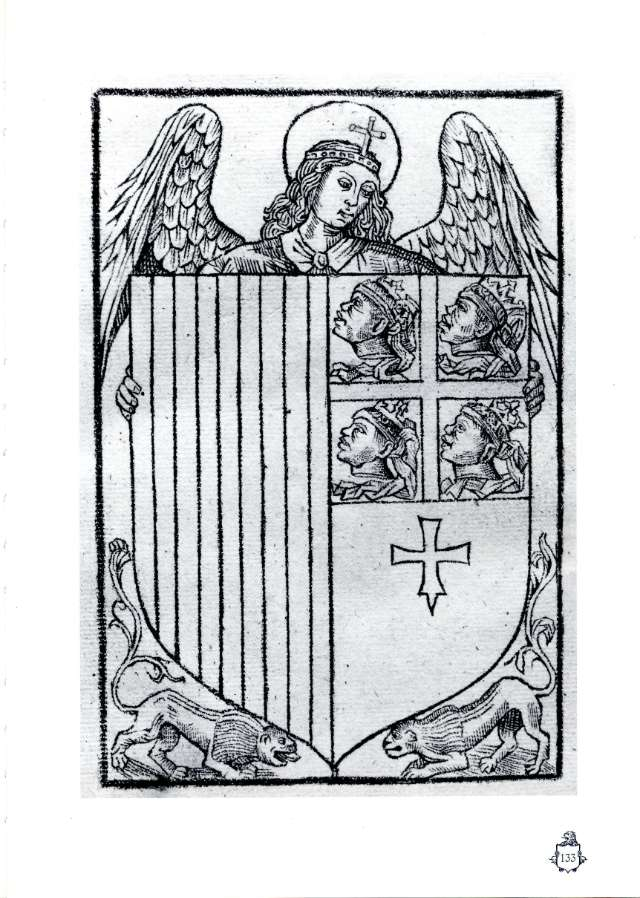
Portada dels "Fori Regni Aragonum" (Ed. 1496)
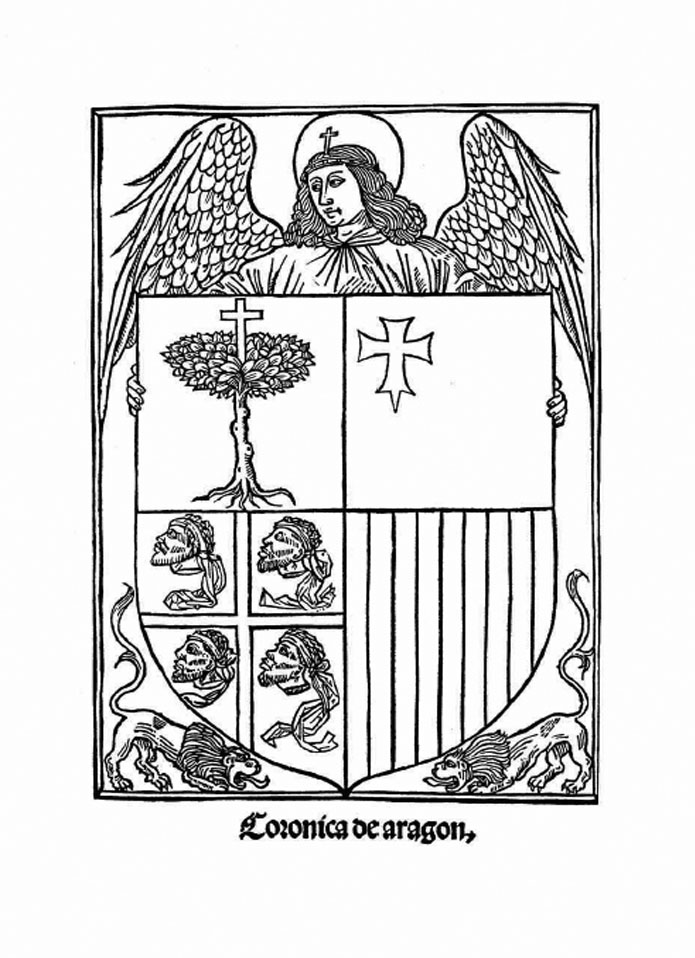
Portada de "Crónica de Aragón" (1499)
Escut d'Aragó (actual)

### Escut de Sardenya
Les actuals investigacions no determinan quan i perquè la Creu d'Alcoraç esdevingué l'Escut de Sardenya. Segons la historiadora sarda Luisa D'Arienzo, està provat que des de la meitat del segle xv el Regne de Sardenya adoptà la Creu d'Alcoraç, o un escut molt similar. Les úniques diferències serien que els 4 caps de sarraïns, que mantenen les faccions, porten benes lligades al cap, en lloc d'anar coronades o descobertes com les variants que aparegueren al Regne d'Aragó. A partir del segle xvi i xvii, i per no entrar en conflicte amb l'escut privatiu d'Aragó, l'Escut de Sardenya fou modificat, transformant els 4 caps de sarraïns en unes figures similars a mitges llunes.
L'evidència històrica més antiga de l'Escut de Sardenya es remunta a l'Armorial de Gelre, datat finals del segle xiv tenint la referència que Gelre morí el 1415. Segons la historiadora sarda Luisa D'Arienzo, es tractaria d'una aportació posterior a la primera compilació, mentre que per Armand de Fluvià representaria un error del compilador.

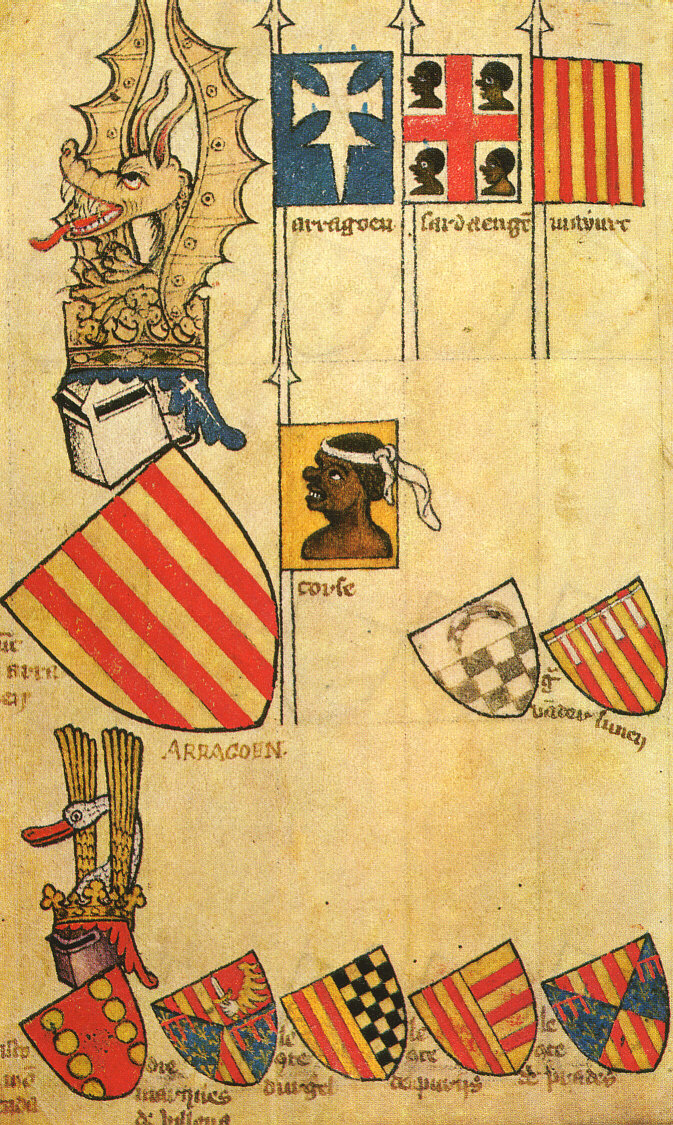
Escut de Sardenya a l'Armorial de Gelre (abans del 1415)
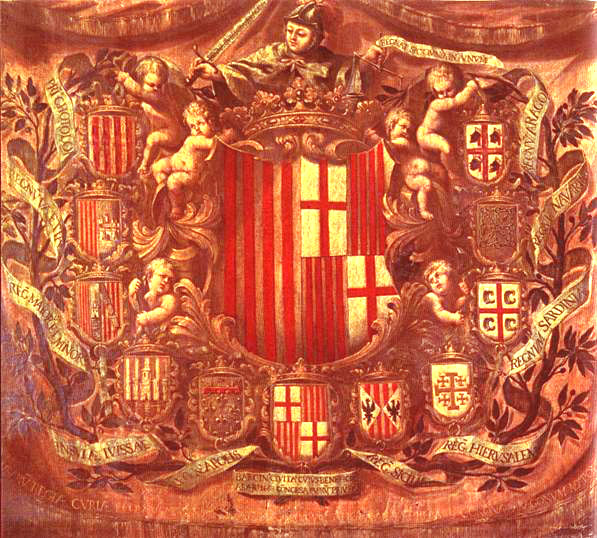
Escut de Sardenya a l'Apoteosi Heràldica (1668-1681)
Bandera de Sardenya (actual)

### Bandera de Còrsega

Escut de Còrsega